# Saxifraga monantha
Saxifraga monantha är en stenbräckeväxtart som beskrevs av H. Sm.. Saxifraga monantha ingår i Bräckesläktet som ingår i familjen stenbräckeväxter. Inga underarter finns listade i Catalogue of Life.